# Bitstream Vera

La phrase classique avec Bitstream Vera Sans.

Bitstream Vera est une famille de polices de caractères libres, conçue par Jim Lyles chez Bitstream et dérivée de Bitstream Prima, aussi conçue par Lyles.
Elle comprend les polices serif, sans-serif et sans-serif monospaced, toutes des polices TrueType avec des instructions d’optimisation.

## Caractères supportés
Bitstream Vera ne comprend que certains caractères de base, tels que des signes de ponctuation et les lettres de l'alphabet latin, ainsi que ses divers accents. Il n'y a que 300 glyphes.